# Bert Lundin
Bert Gerhard Lundin, född 29 april 1921 i Lysekil, död 3 februari 2018 i Farsta distrikt i Stockholm, var en svensk fackföreningsman som var ordförande för Svenska metallindustriarbetareförbundet 1971–1981.
Lundin var metallarbetare och började 1934, vid 14 års ålder, att arbeta vid Skandiaverken. Han blev förhandlare för Svenska metallindustriarbetareförbundet 1952, avtalssekreterare 1958, andre ordförande 1967 och var förbundsordförande 1972–1981. Han var suppleant i socialdemokraternas verkställande utskott 1975–1984, sakkunnig i Industridepartementet 1983–1988 och ledamot i Arbetsdomstolen 1967–1986.
Lundin var i sin fackliga roll en av de pådrivande för att från början av 1970-talet reglera delar av förhållandena på arbetsmarknaden via lagstiftning snarare än via kollektivavtal, samt för att införa löntagarfonder.
År 2006 gav han tillsammans med journalisten Rolf Jansson ut den självbiografiska boken Ett liv i Metall. Lundin är begravd på Skogskyrkogården i Stockholm.